# Chapelle Notre-Dame du Bonlieu (Ethe)
La chapelle Notre-Dame du Bonlieu est un édifice religieux catholique se trouvant au cœur du bois du Bonlieu, à Ethe, dans la province de Luxembourg (Belgique). Remplaçant un bâtiment plus ancien, qui fut ermitage, la chapelle actuelle date de 1943. Elle est lieu de pèlerinage marial du pays gaumais.

## Histoire
Selon une tradition locale une chapelle avec ermitage aurait été fondée en 1050 au cœur du bois de Bonlieu, section de l'ancienne grande forêt ardennaise, par Louis II, comte de Chiny qui, victime d’un accident de chasse, aurait été soigné par le curé de Rouvroy.  Le comte Louis II de Chiny et son épouse Sophie y reposent depuis près d’un millénaire.   
L’ancienne chapelle était à nef unique. L’ermitage lui était contigu sur son flanc méridional et comptait trois pièces. Il est connu que le premier ermite de Wachet, Claude de Habaru, s’installa à l’ermitage du Bonlieu en 1660. Très isolé dans la forêt du Bonlieu et près des sources du Rabais, ruisseau dont les eaux se jettent dans la Ton, l’ermitage et sa chapelle servirent souvent de refuge à la population d’Ethe lors de guerres et conflits armés. Un culte marial s’y développa. 
En 1796, l’ensemble fut démoli par décision des autorités révolutionnaires. 
La chapelle actuelle fut construite en 1943 sur base de plans dessinés par l’abbé Maréchal. Elle ne fut bénie qu’en 1945 par Mgr André-Marie Charue, évêque de Namur, la bénédiction initialement prévue en 1943 ayant été interdite par les autorités allemandes.

## Vénération
- Le Bonlieu est toujours lieu de culte marial pour les habitants de la Gaume : chaque année, deux pèlerinages y sont organisés, le lundi de Pâques et le 2 juillet.
- Le collège Notre-Dame du Bonlieu est également le nom d’une importante institution d’enseignement secondaire à Virton, située à la rue Chanoine Crousse 1, 6760 Virton.